# مگس‌های پوست‌نشین
مگس‌های پوست‌نشین (نام علمی: Megamerinidae) نام یک تیره از راسته مگس است.
لارو این مگس‌ها در زیر پوست درختان و خاشاک قرار دارند.